# Peter Dazeley

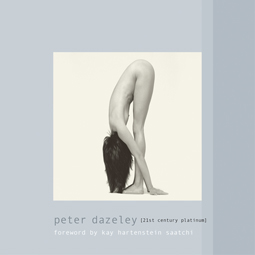
Katalog k výstavě 21st Century Platinum Exhibition

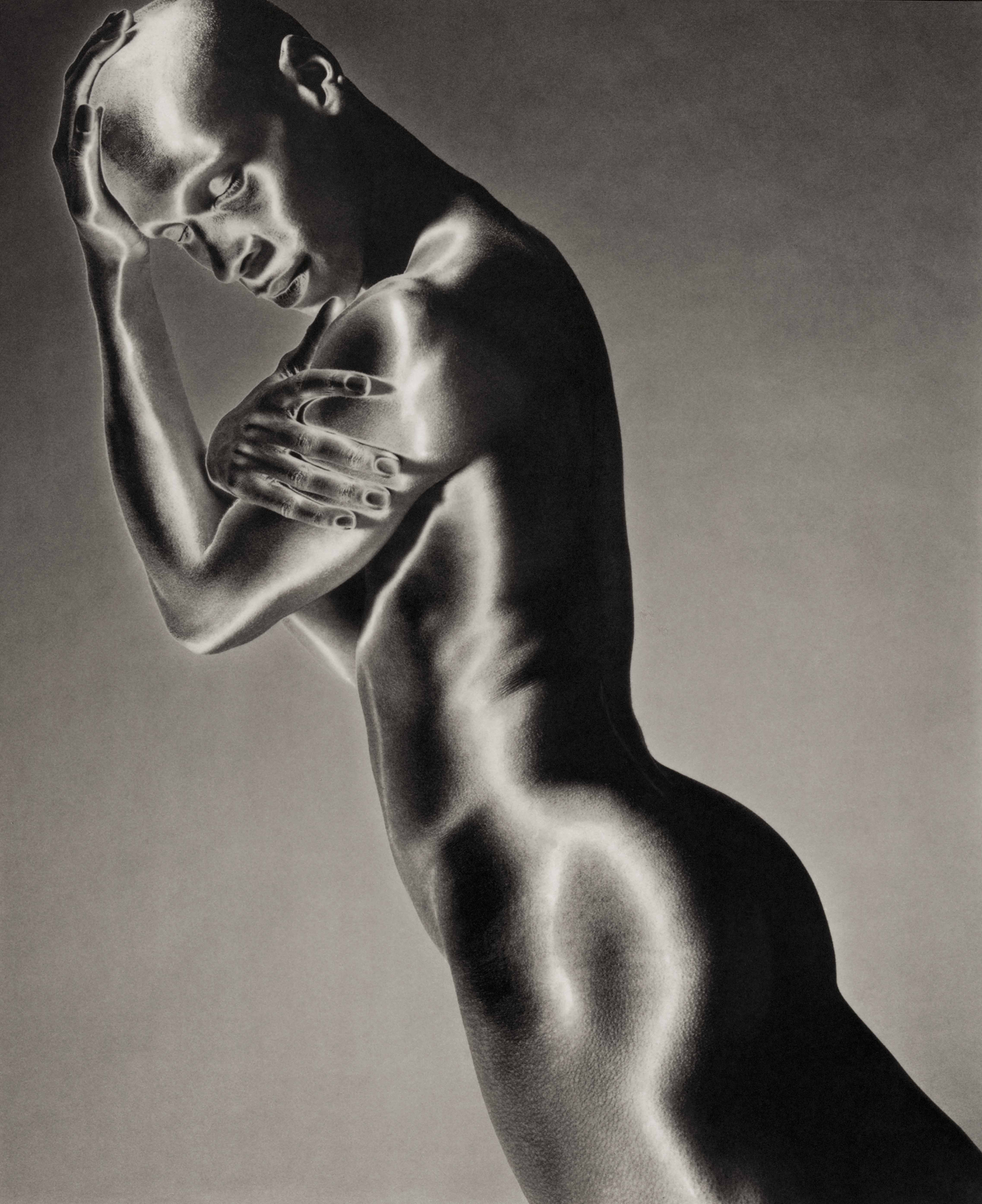
Solarised Platinum Man Photography Dazeley

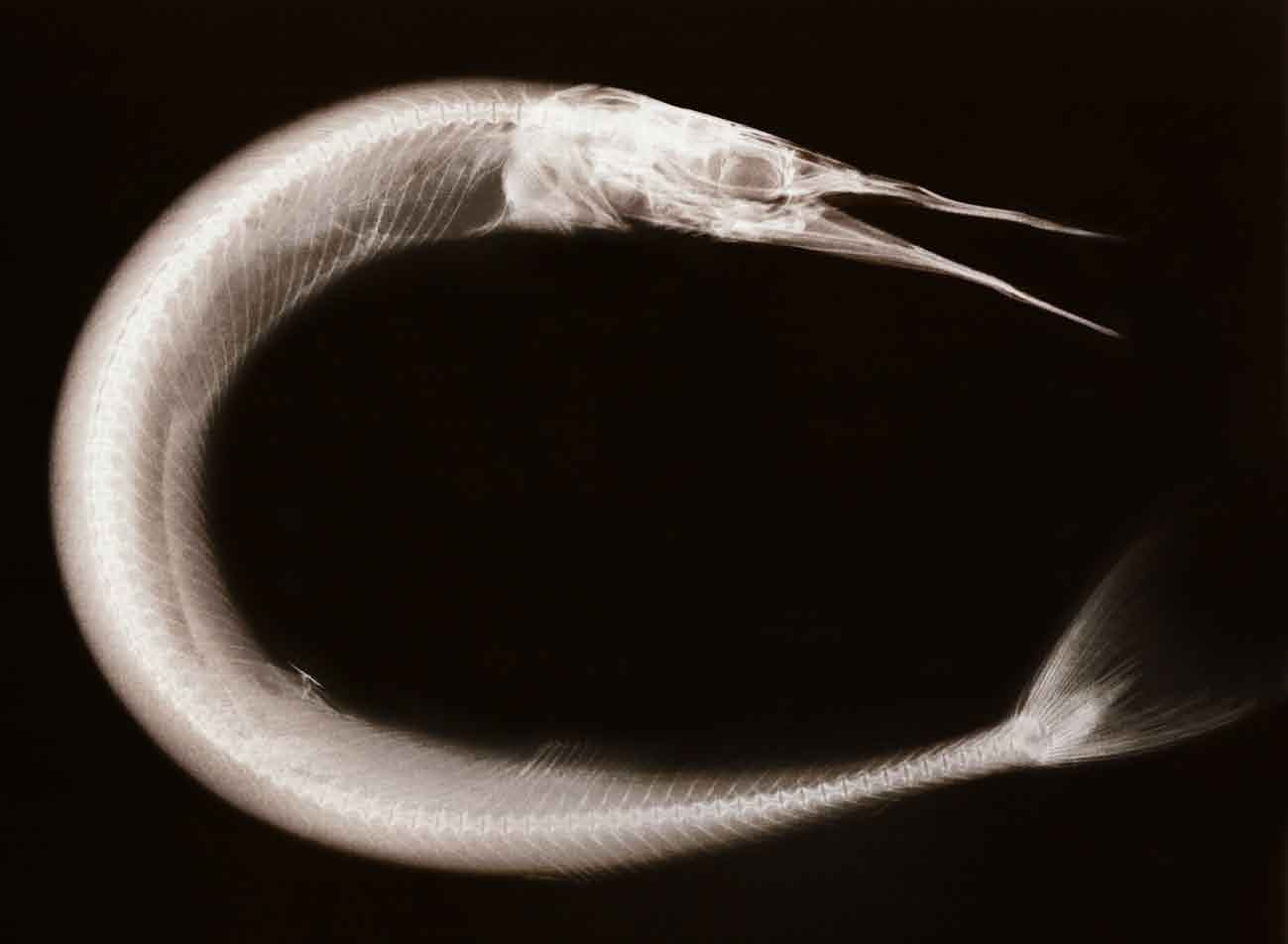
Peter Dazeley: výtvarná fotografie jehlicovité ryby s využitím rentgenového záření

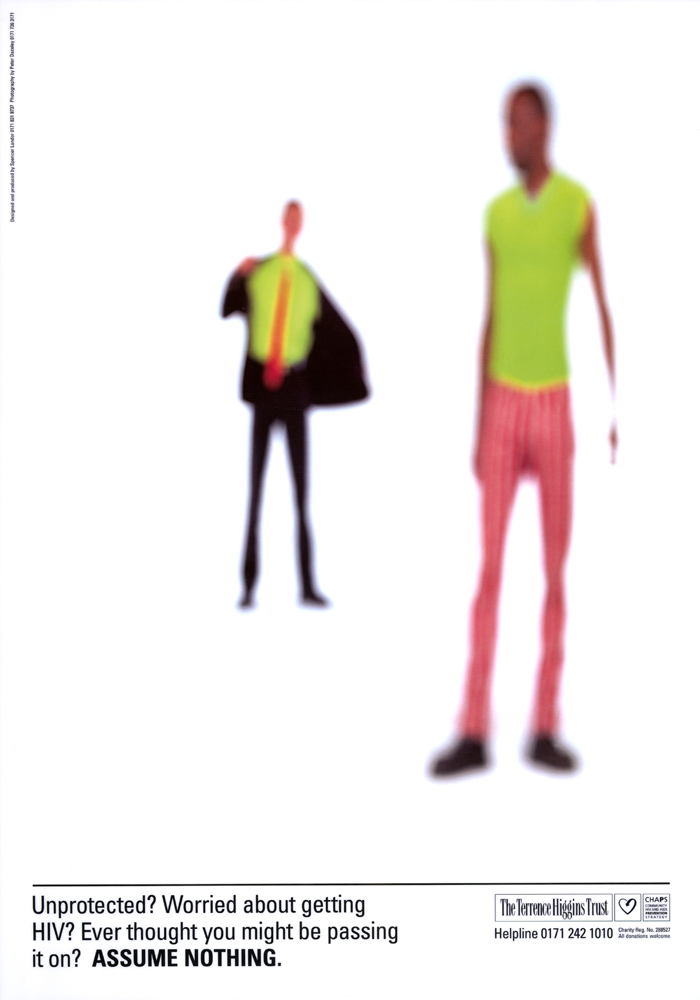
Peter Dazeley: Terrence Higgins Trust

Peter Dazeley (* 1948 West Kensington, Londýn, Anglie), známý jako Dazeley, je anglický fotograf žijící a pracující v Londýně. Věnuje se výtvarnému umění, reklamě, anamorfnímu stylu a fotografii aktu.

## Životopis
Narodil se v South Kensington v Londýně v roce 1948 jako syn Williama a Fredy Dazeleyových. Trpí dysleksií a školu opustil v 15. letech bez formální kvalifikace. Je ženatý a má jednu dceru, žijí v Coombe Hill, Surrey, Anglie.

## Fotografie
Studoval fotografii na Holland Park Comprehensive a v roce 1963 začal pomáhat fotografovi Petru Sowerbymu ve firmě Essex West Studios na Fleet Street v Londýně. Jeho práce získala ocenění od organizací po celém světě, včetně Asociace fotografů, Královské fotografické společnosti ve Spojeném království, EPICA ve Francii, časopisu Applied Arts Magazine v Kanadě a také společností Graphis Inc.
Dazeley pracuje s fotografickou metodou platinotisku, ve svých projektech využívá rentgenové záření, květiny, těhotné ženy, anamorfismus, nahotu, a solarizace (Sabatierův efekt) Má vlastní studio v londýnské čtvrti Chelsea
V roce 1977 se stal členem Asociace fotografů a doživotním členem v roce 1984. V současné době je členem společnosti Design and Artists Copyright Society DACS.

## Styl
Používá celou řadu technik. Věnuje se tématu zátiší, portrétní fotografii, výtvarné fotografii, reklamní fotografii, životnímu stylu nebo fotografuje elektrárny. V reklamní fotografii používá malou hloubku ostrosti a rozostřené anamorfní postavy, jako například v kampani pro společnost Terrence Higgins Trust. Ve výtvarné fotografii využívá rentgenové záření, fotografuje například různé živočichy - ryby, mušle, raky, ale také revolver.

## Kritika
Sběratel moderního umění Kay Hartenstein Saatchi přirovnal Dazeleyho platinotisky s dílem surrealisty Man Raye. Andrew Coningsby z Coningsby Gallery jej označil za inovativního fotografa. Gavin Blyth z časopisu Image Magazine přirovnal jeho solarizované anamorfní postavy k dílům Alberta Giacomettiho.

## Knihy
- 21st Century Platinum.Rawkus, ISBN 0-9545138-0-0.
- Cover of One Chance my Life and Rugby by Josh Lewsey Virgin Books London, 2009 ISBN 978-1-905264-53-7
- Cover of Silverfin by Charlie Higson Puffin London, ISBN 0-14-131859-7
- The Complete Woman Golfer. (With text by Vivien Saunders) London: Hutchinson, ISBN 0-09-124090-5
- Cliff Thorburn's Snooker Skills. (With text by Cliff Thorburn, edited by Peter Arnold.) London: Hamlyn, ISBN 0-600-55210-1.
- Platinum Prints 1988–2007 by 31 Studio
- Nudes Index 1 ISBN 3-8290-0502-4
- Nudes Index X1 ISBN 3-936761-13-2
- Graphis Photo ISBN 3-85709-294-7
- Naked Women, Quarto Books ISBN 1-56025-336-3
- Into the Light (Photographic Printing out of the Darkroom) by Coriander, 31 Studio, Permaprint and Stoneman Graphics
- Cover of High Flyer by John Francome, Headline Press, ISBN 978-0-7472-1896-8
- Wicked World by Benjamin Zephaniah, Cover Portrait of the author, PuffinLondon, ISBN 0-14-130683-1